# Wołma (gmina)
Wołma (początkowo Stare Sioło) – dawna gmina wiejska istniejąca do 1939 roku w woj. nowogródzkim. Siedzibą gminy było miasteczko Wołma (298 mieszk. w 1921 roku).
Gmina Wołma powstała na przełomie 1920/21 z przedzielonej granicą gminy Stare Sioło, należącej do powiatu mińskiego w tzw. okręgu mińskim. Następnie gmina Wołma należała weszła w skład nowo utworzonego powiatu stołpeckiego w nowym woj. nowogródzkim. 22 stycznia 1926 roku gmina została przyłączona do powiatu wołożyńskiego w tymże województwie. Gmina leżała przy samej granicy radzieckiej.
Po wojnie obszar gminy Wołma został odłączony od Polski i włączony do Białoruskiej SRR. 
Nie mylić z gminą Wolna.